# Cretacic
| Perioada Cretacic Acum 145–66 milioane de ani PreЄ Є O S D C P T J K Pg N                                 |                                           |
| O hartă a lumii așa cum apărea în timpul Cretacicului târziu. Europa este inundată aproape în totalitate. |                                           |
| Conținut mediu de O2 atmosferic pe durata perioadei                                                       | c. 30 vol % (150 % din nivelul modern)    |
| Conținut mediu de CO2 atmosferic pe durata perioadei                                                      | c. 1700 ppm (6 ori nivelul preindustrial) |
| Temperatura medie a suprafeței pe durata perioadei                                                        | c. 18 °C (4 °C deasupra nivelului modern) |

Cretacicul sau perioada cretacică derivat din latinescul "creta" (cretă), abreviat de obicei K de la traducerea germană Kreide (cretă), este o perioadă geologică care a durat 79 de milioane de ani (între acum 145 de milioane de ani și 66 de miloane de ani în urmă). Reprezintă ultima parte a erei Mezozoice, și pe scala ecologică a timpului, Cretacicul urmează după Jurasic și este urmat de Paleogen care face parte din era Cenozoică. Este cea mai lungă perioadă a eonului Fanerozoic.
Sfârșitul Cretacicului înseamnă și sfârșitul a numeroase specii de succes, extincție care a dus la dispariția dinozaurilor non-avieni, a marilor reptile marine, a numeroase nevertebrate.

## Geologie

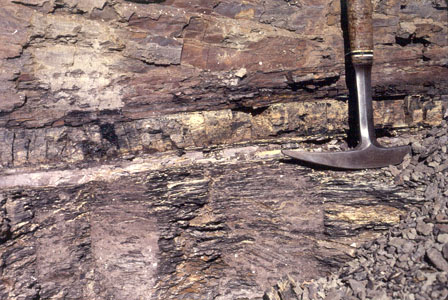
Stratul subțire reper între cretacic și paleogen

Cretacicul ca perioadă separată a fost definită pentru prima dată de geologul belgian Jean d'Omalius d'Halloy în 1822, după ce a studiat straturile geologice din Europa și pe care l-a numit după straturile extinse de cretă (carbonat de calciu depus de cochiliile nevertebratelor marine). Numele Cretacic derivă din latinescul creta, care înseamnă cretă.
Înmulțirea excesivă a nanoplanctonului calcaros, datorită unui surplus de calciu în apă, a dus la depunerea și acumularea pe fundul mării a celor mai mari catități de cretă comparativ cu oricare altă eră geologică. În regiunea India, erupțiile vulcanice masive care au loc la sfârșitul Cretacicului și începutul Paleogenului, formează Capcanele Deccan.
Intre cretacic și paleogen există peste tot în lume un strat subțire argilos reper, de câțiva centimetri, foarte bogat în iridiu, format în urma depunerii de praf produs de impactul asteroidului, acum 66 milioane de ani.

## Geografia și clima

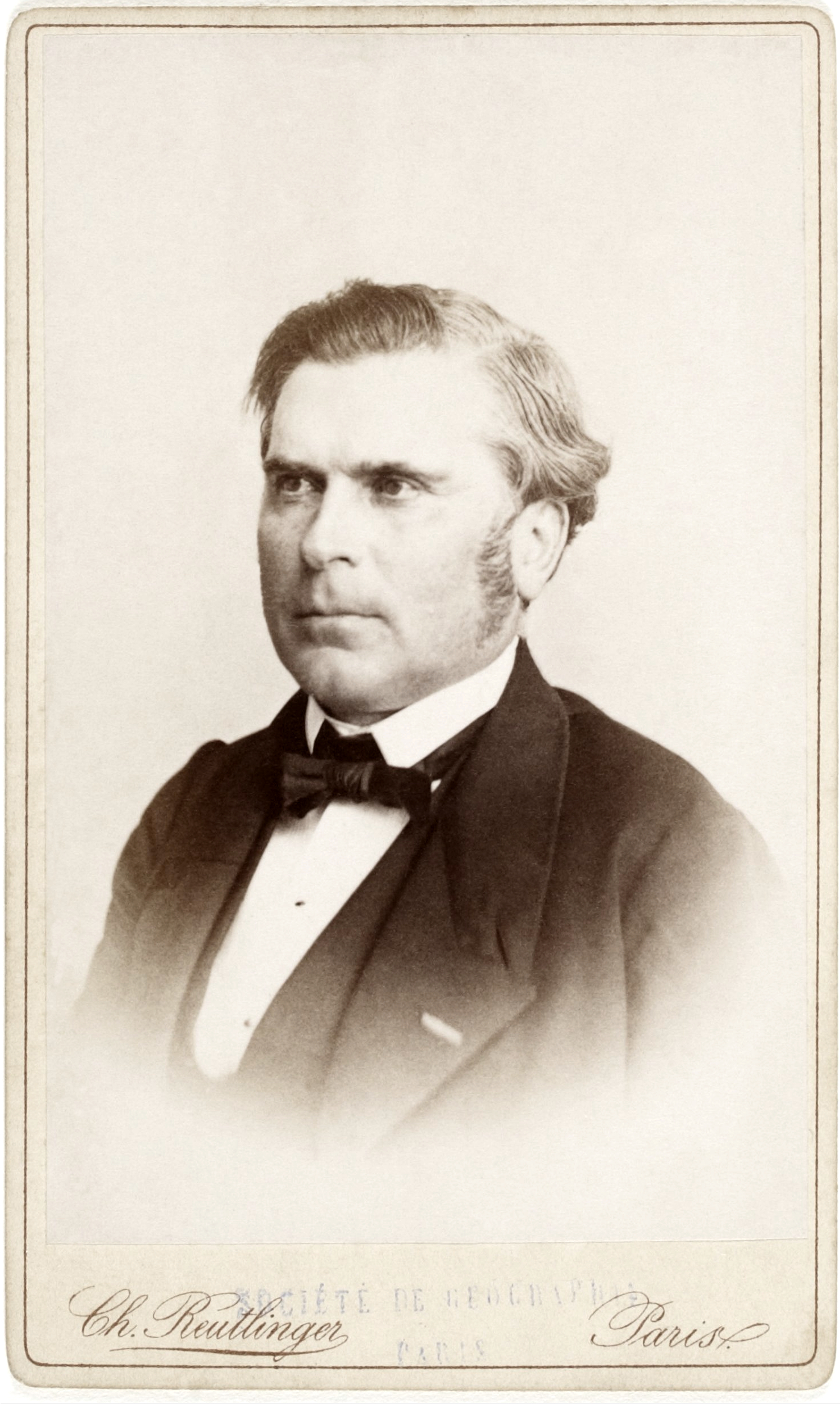
Edmond Hébert a studiat la sfârșitul secolului al XIX-lea subdiviziunile Cretacicului în Europa.

În timpul Cretacicului supercontinentul Pangeea se fragmentează complet, dând naștere continentelor pe care le cunoaștem în prezent, deși pozițiile lor sunt încă în mod substanțial diferite de ceea ce sunt astăzi. Oceanul Atlantic se mărește deci America de Nord se îndreaptă spre vest. În același timp, continentul Gondwana, care s-a detașat anterior din Pangeea, s-a fracturat în Antartica, America de Sud, Africa, Australia, Peninsula Arabică. India și Madagascar au rămas atașate plăcii africane la începutul Cretacicului; India se desprinde la sfârșitul Berriasianului. 
Oceanul Indian și Atlanticul de Sud apar în această perioadă. La nord de Africa, marea Tethys continuă să se retragă. Mările largi și puțin adânci din centrul Americii de Nord și din Europa s-au retras la sfârșitul acestei perioade. La vârful transgresiunii cretacice, o treime din suprafața actuală a Pământului era scufundată.
În perioada Berriasiană s-a manifestat o tendință de răcire, care a continuat tendinței din ultima perioadă a Jurasicului. Există dovezi că au fost ninsori frecvente la latitudini mai mari și tropicul a devenit mai umed decât în Triasic și Jurasic. La sfârșitul Berissianului, totuși, temperaturile au crescut din nou, iar aceste condiții au fost aproape constante până la sfârșitul perioadei. Această tendință se datorează activității vulcanice intense care a produs cantități mari de dioxid de carbon. Marea Tethys s-a conectat cu oceanele tropicale la vest și la est, atenuând climatul global. Fosile de plante adaptate la căldură au fost găsite în zonele de la latitudini înalte, precum Alaska și Groenlanda și fosile de dinozauri s-au găsit în latitudini sudice aflate la numai 15° de Pol.
O temperatură foarte blândă de la ecuator la poli a însemnat vânturi globale slabe și oceane mai stagnante decât în prezent. Acest lucru este demonstrat de depunerea pe scară largă de șist negru. Sedimentele arată că temperaturile la suprafața mării tropicale ar fi putut fi între 42 °C și 17 °C, mai cald decât în prezent și că media se situa în jurul valorii de 37 °C. Între timp, temperaturile oceanelor adânci se situau între ca 15-20 °C, mai mari decât cele de azi.
Climatul global este deci cald, cu regiuni polare fără gheață permanentă.

## Viața

### Flora
Plantele cu flori (angiospermele) se răspândesc în această perioadă; diversificarea și răspândirea acestora atinge asemenea cote încât devin predominante la sfârșitul Cretacicului târziu. Evoluția lor a fost ajutată de apariția albinelor; de fapt, angiospermele și insectele sunt un bun exemplu de coevoluție. Apar de asemenea și primii arbori cu frunze, inclusiv smochini, magnolii și platanaceae, chiar dacă nu se răspândesc extensiv și coniferele rămân dominante.

### Fauna terestră
Pe uscat, mamiferele reprezintă o componentă mică și încă relativ minoră de faună. Mamifere marsupiale timpurii au evoluat în Cretacicul timpuriu, iar în perioada Cretacicului târziu apar primele mamifere marsupiale cu placentă. Fauna este dominată de reptile archosaur, în special dinozauri, care se aflau în cele mai diverse etape. Pterozaurii, reptilele zburătoare, erau stăpânii aerului în Cretacicul timpuriu însă până la sfârșitul Cretacicului pierd bătălia cu păsările care sunt mai bine adaptate la zbor. Ultimul pterozaur care a dispărut a fost Quetzalcoatlus. Păsările sunt mai rapide, mai ușoare, consumă mai puțină energie cu zborul și rezistă mai bine la schimbări termice. 
În depozitele sedimentare din provincia chineză Liaoning s-au găsit resturi conservate de numeroase tipuri de dinozauri mici, păsări și mamifere din Cretacicul timpuriu. Dinozaurii coelurosauria găsiți acolo reprezintă tipuri din grupul Maniraptora, care este tranziția între dinozauri și păsări și sunt notabile pentru prezența penelor.
Amfibienii sunt reprezentați doar de broaște și salamandre. Dintre reptile distingem țestoasele, unele forme marine ale acestora atingând chiar și 3 metri lungime; de asemenea, șopârlele și șerpii abundă. 
Insectele s-au diversificat în timpul Cretacicului, au apărut cele mai vechi furnici, termite și unele lepidoptere asemănătoare cu fluturii și moliile. De asemenea, au apărut afidele, lăcustele și viespile.

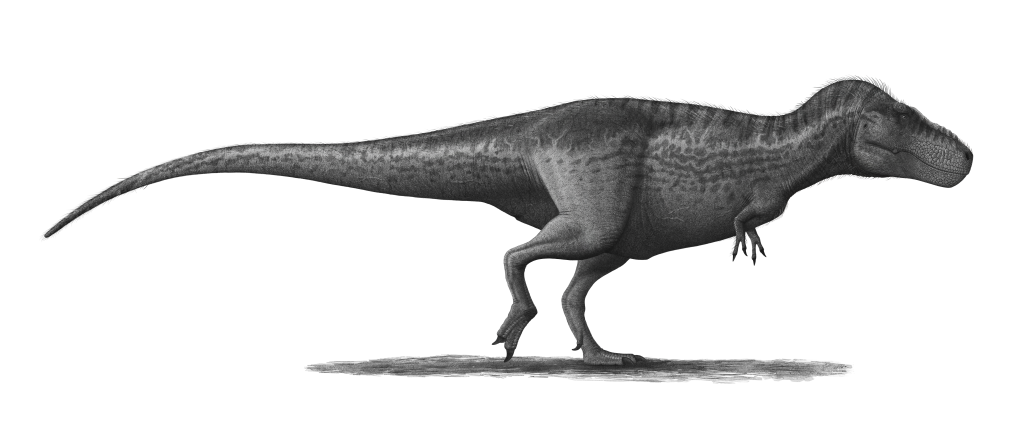
Tyrannosaurus rex, unul dintre cei mai mari predători din toate timpurile, a trăit în Cretacicul târziu.
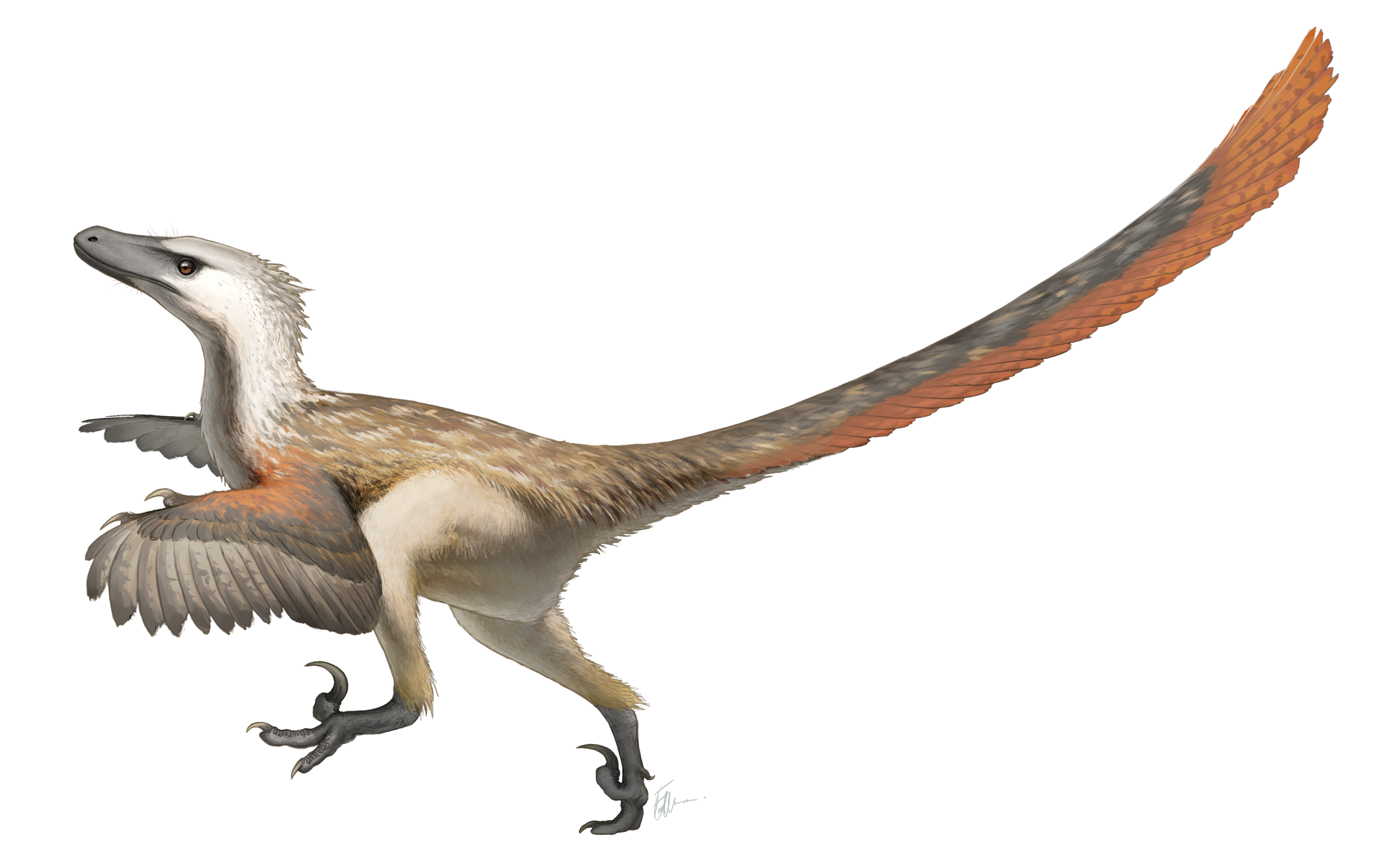
Un Velociraptor lung până la 2 m a cutreierat Cretacicul târziu.
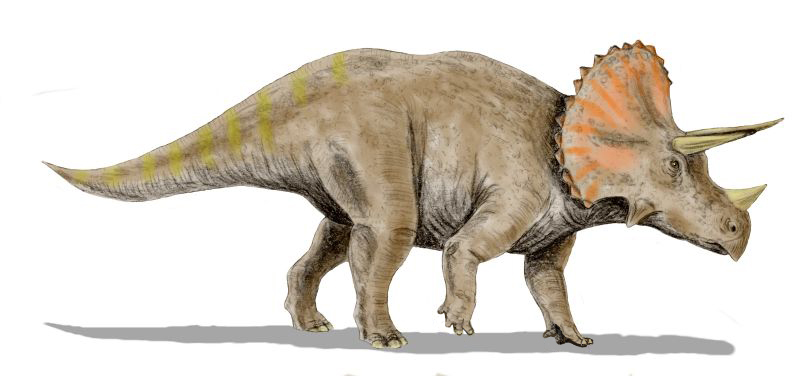
Triceratops este unul dintre genurile cele mai cunoscute ale Cretacicului.
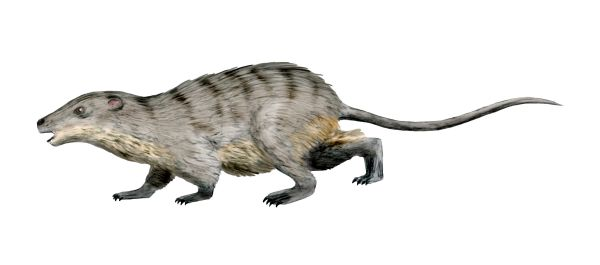
Mamiferul Eomaia, cu o mare deschidere pelviană, putea da naștere la pui bine dezvoltați.
Un pterozaur, Anhanguera piscator

### Fauna marină
Viața marină își continuă existența, nefiind diferențe semnificative față de perioada precedentă. În mări, batoidea, rechinii moderni și teleosteenii au devenit comuni. Reptile marine au inclus ihtiozaurii la începutul și mijlocul Cretacicului (au dispărut în timpul Cretacicului târziu), pleziozaurii pe parcursul întregii perioade și mozazaurii care apar în Cretacicul târziu. 
Nevertebratele acvatice sunt reprezentate de baculite, un gen de amoniți cu o cochilie dreaptă, care s-au dezvoltat în mări, împreună cu consolidarea recifului de scoici. Amoniții în special se diversifică uimitor, iar unele forme ating chiar 2 metri în diametru. Specific Cretacicului este nanoplanctonul calcaros, alge protejate de cochilii minuscule, care prin depunerea pe fundul oceanului au dat marile depozite de cretă ce dau numele perioadei.

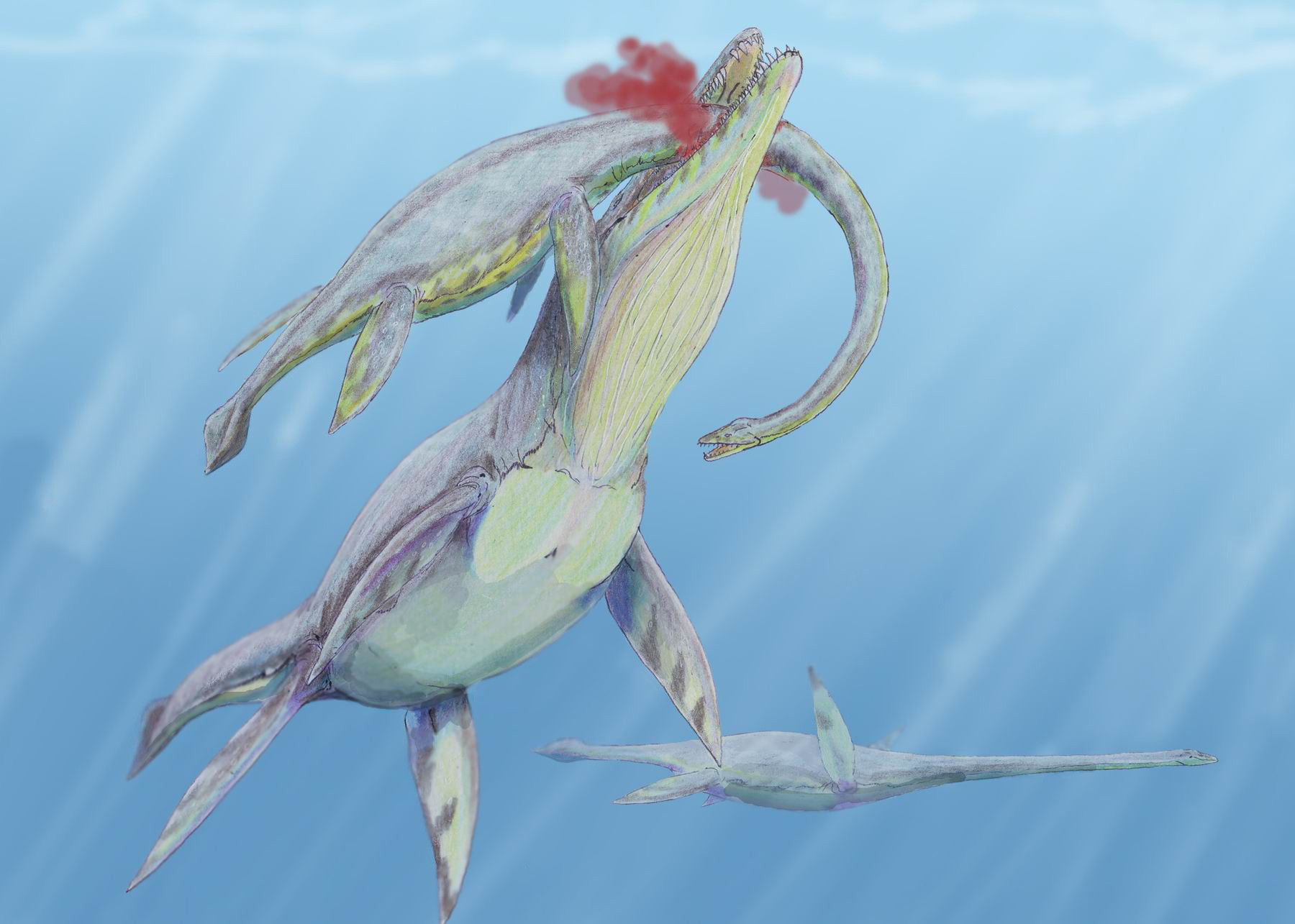
Scenă din Cretacicul timpuriu: un Woolungasaurus este atacat de un Kronosaurus.
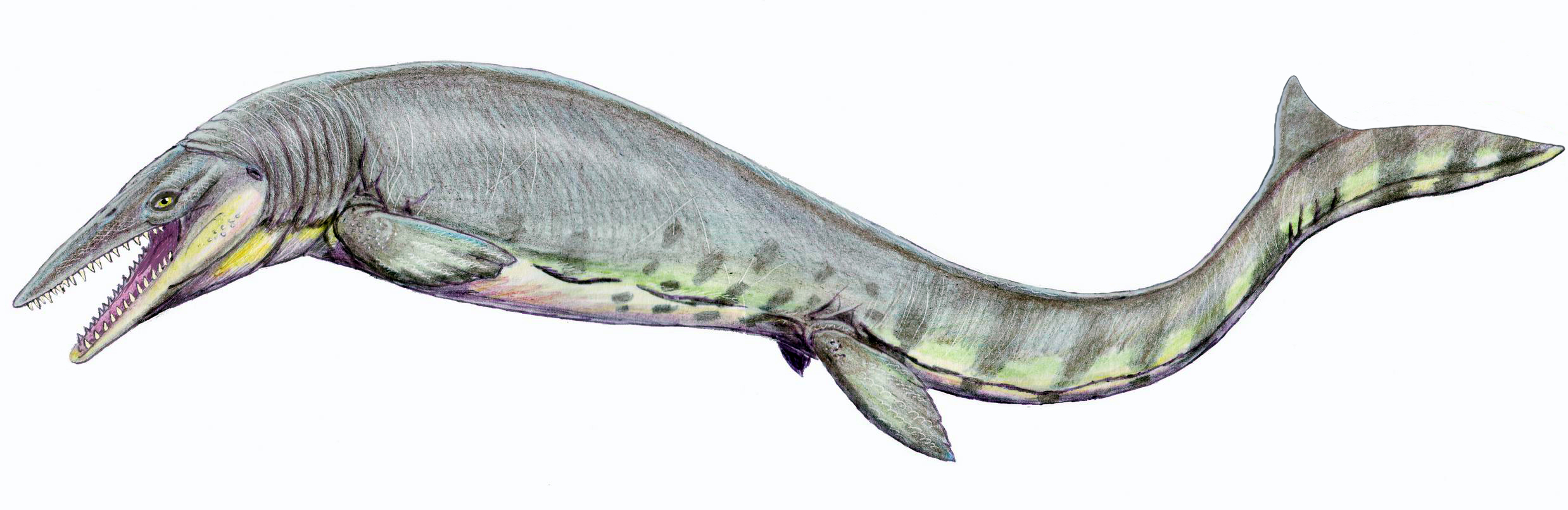
Tylosaurus era un mozazaur mare, reptilă carnivoră marină care a apărut la sfârșitul Cretacicului.
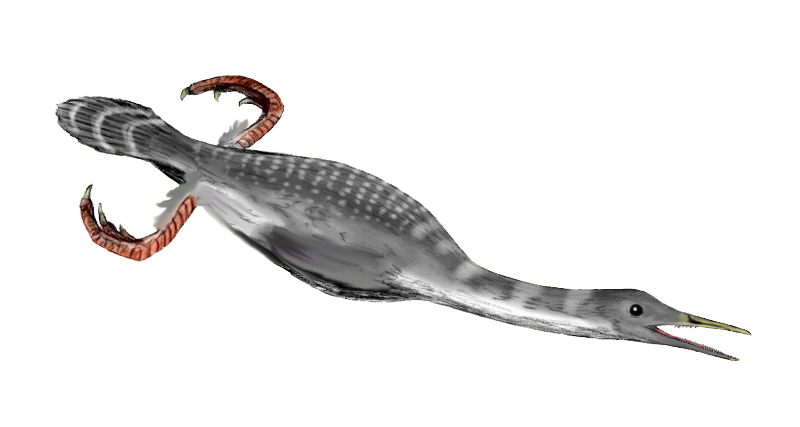
Hesperornis, pasăre de apă, înotătoare cu dinți.
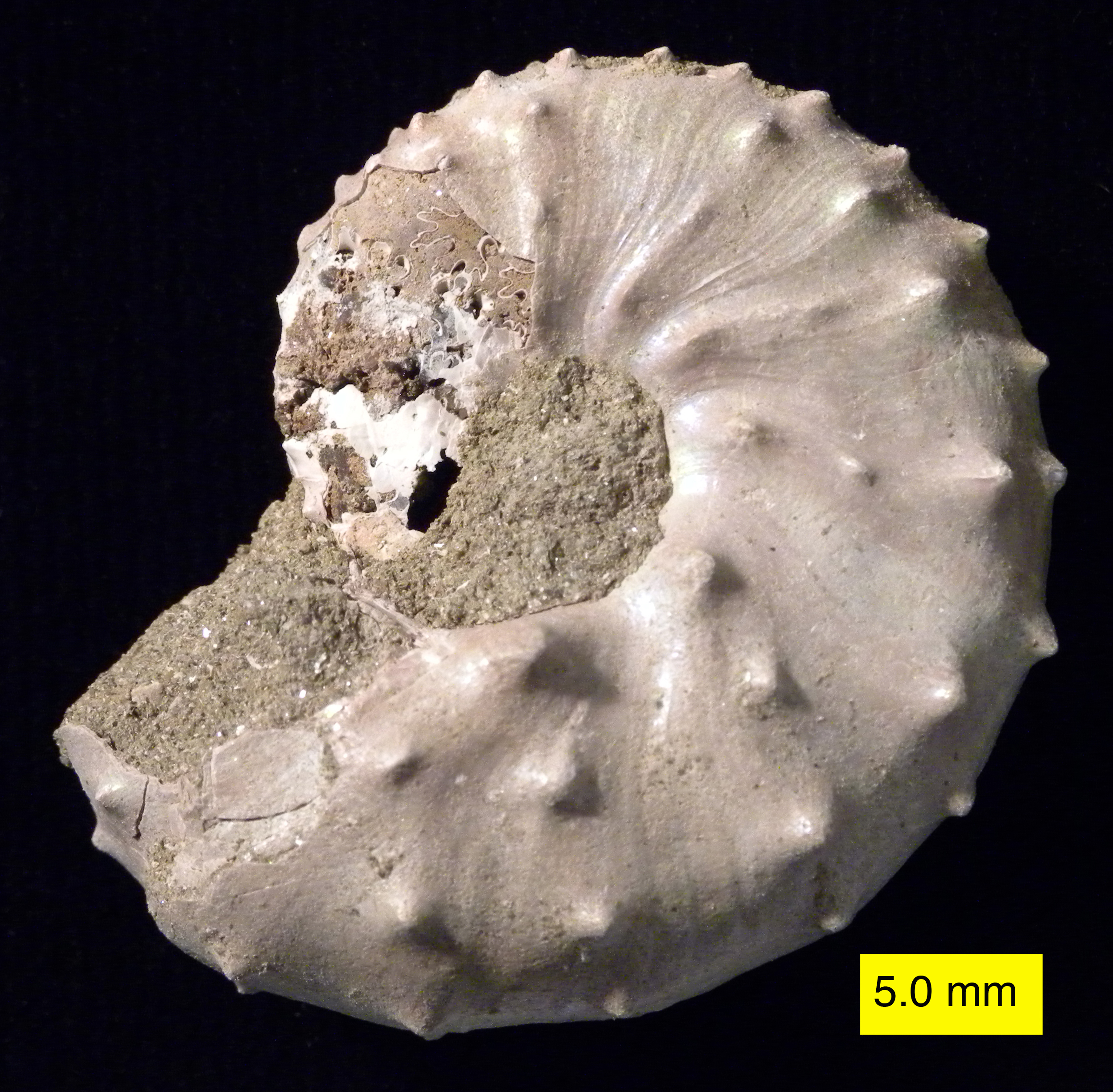
Amonit, nevertebrat marin cefalopod.
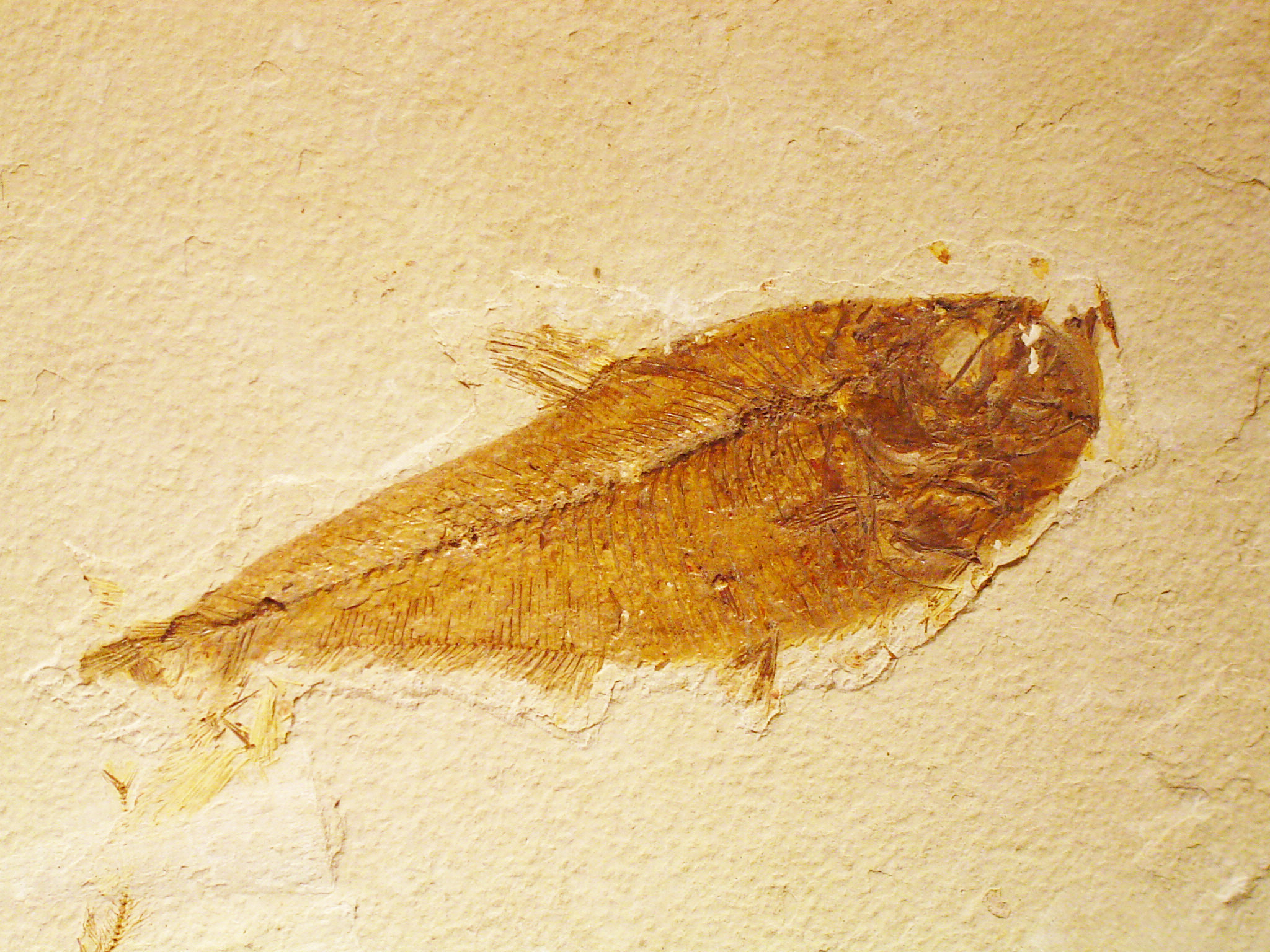
Fosilă de pește din Cretacic.

### Extincția de la sfârșitul Cretacicului

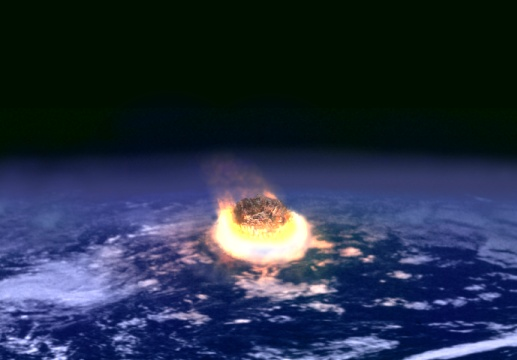
Impactul unui meteorit sau cometă este astăzi acceptat pe scară largă ca principalul motiv pentru extincția din Cretacic-Paleogen.

La sfârșitul Cretacicului s-a observat un declin al biodiversității în timpul perioadei Maestrichtian, chiar înainte de criza ecologică culminând cu extincția din Cretacic. Apoi, în ciuda multor nișe ecologice eliberate, biodiversității îi va lua ceva timp pentru a deveni la fel de bogată ca înainte.
Ideea că dispariția dinozaurilor a fost provocată de coliziunea cu un asteroid a fost enunțată în anul 1980, când un grup de savanți de
la Universitatea Berkeley din California a emis două ipoteze îndrăznețe. Walter Alvarez a adunat o serie de mostre de lut care aveau concentrații neașteptat de mari de iridiu - un element care este mai abundent în asteroizi decât pe Pământ. Aceasta a
condus la ipoteza conform căreia în urmă cu 66 de milioane de ani, Pământul a fost lovit de un obiect extraterestru - un asteroid sau o cometă - iar impactul a avut ca efecte asupra mediului distrugerea totală și permanentă a multora dintre animalele și plantele care trăiau atunci.
Impactul a creat un crater imens în peninsula Yucatan, de până la 300 km în diametru. Craterul, denumit astăzi Chicxulub (pronunță Cicșulub), a fost apoi îngropat și nu mai este vizibil pe uscat. Deși încă mai există dezbateri privind dimensiunile sale actuale, nu există dubii că este ca și structură un crater de impact. Acum 66 de milioane de ani, când a avut loc impactul, zona era o mare ecuatorială de mică adâncime, având pe fund un pat de evaporite bogate în sulf. Cometa însăși putea conține sulf. Se pare că energia colosală a impactului a făcut să se evapore toate aceste substanțe bogate în sulf, lucru cu consecințe incredibil de îngrozitoare: o schimbare globală a conținutului gazelor atmosferice, însoțită de o scădere a temperaturii, ploi acide (conținând mai ales acid sulfuric) și incendii extinse pe toată planeta.
Primele specii lovite au fost cele fotosintetice, în absența luminii solare. Cum aceste organisme se află la baza piramidei trofice, au urmat imediat animalele a căror sursă de hrană erau acestea. Exemplarele mari au fost dezavantajate când hrana s-a împuținat.
În mări organismele de pe fundul apei au fost avantajate, în schimb cele de suprafață, care se bazau pe plancton ca sursă de hrană, au fost foarte afectate, deoarece planctonul a avut de suferit în lipsa luminii solare. Crocodilii s-au numărat printre supraviețuitorii de succes; creșterea lor este foarte lentă, se pot hrăni și cu organisme moarte și rezistă fără hrană chiar și 
luni de zile. Alți supraviețuitori au fost rechinii, în schimb au dispărut peștii cu fălci, în prezent existând doar câteva fosile.

## Subdiviziuni
Cretacicul este divizat în două epoci: Cretacicul timpuriu (inferior) și Cretacicul târziu (superior).
| Cretacic târziu   |                              |
| • Maestrichtian   | (72,1 ± 0,2 - 66,0 Ma)       |
| • Campanian       | (83,6 ± 0,2 - 72,1 ± 0,2 Ma) |
| • Santonian       | (86,3 ± 0,5 - 83,6 ± 0,2 Ma) |
| • Coniacian       | (89,8 ± 0,3 - 86,3 ± 0,5 Ma) |
| • Turonian        | (93,9 - 89,8 ± 0,3 Ma)       |
| • Cenomanian      | (100,5 - 93,9 Ma)            |
|                   |                              |
| Cretacic timpuriu |                              |
| • Albian          | (≃ 113 - 100,5 Ma)           |
| • Apțian          | (≃ 125,0 - ≃ 113 Ma)         |
| • Barremian       | (≃ 129,4 - ≃ 125,0 Ma)       |
| • Hauterivian     | (≃ 132,9 - ≃ 129,4 Ma)       |
| • Valanginian     | (≃ 139,8 - ≃ 132,9 Ma)       |
| • Berriasian      | (≃ 145,0 - ≃ 139,8 Ma)       |